# Walter Schaub
Walter Schaub (* 23. Februar 1885 in Sissach; † 28. Januar 1957 in Bottmingen) war ein Schweizer Politiker und Heimatkundler.
Walter Schaub besuchte das Lehrerseminar Schiers und studierte anschliessend Sprachen und Geschichte an der Universität Basel. 1910 machte er das Mittellehrerdiplom. 1911–1917 arbeitete er als Primarlehrer in Sissach, dann bis 1947 als Sekundarlehrer in Binningen. 1935–1947 vertrat er den Kanton Basel-Landschaft im Ständerat. Er gehörte der Sozialdemokratischen Partei an. In seiner Freizeit und nach seiner Pensionierung betrieb er auch sprachliche und heimatkundliche Studien und schrieb Gedichte. 

## Werke
- Die Flurnamen von Sissach. Lüdin, Liestal 1946 (Separatdruck aus: Baselbieter Heimatblätter, 1942–1946)  (Digitalisat der ersten Folge in E-Periodica). (2. überarbeitete Aufl. 1998).
- Die Geschlechtsnamen der Bürgerfamilien in der Kirchgemeinde Sissach. Sissach 1955.